# Roberto Saviano

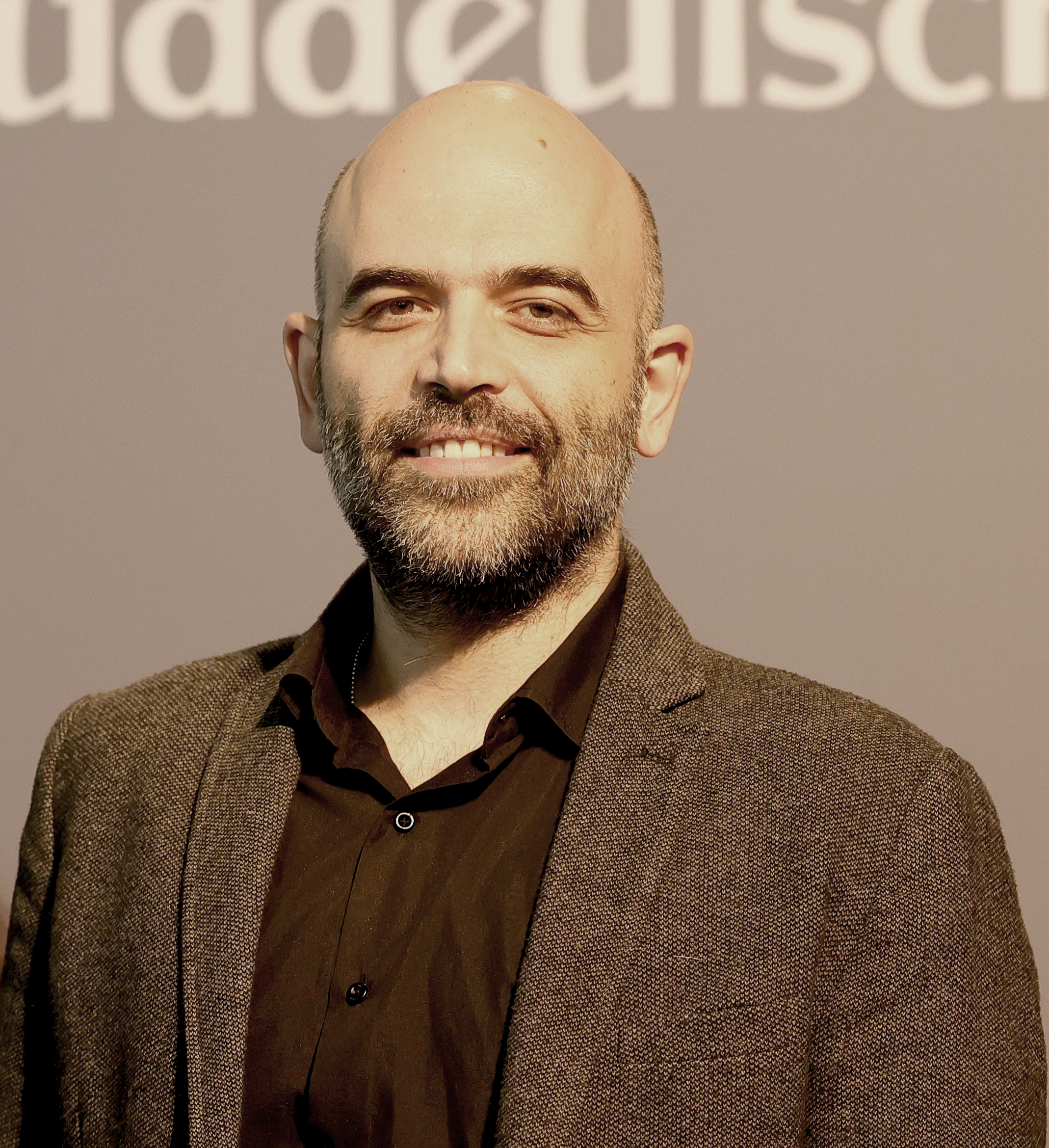
Roberto Saviano, 2024

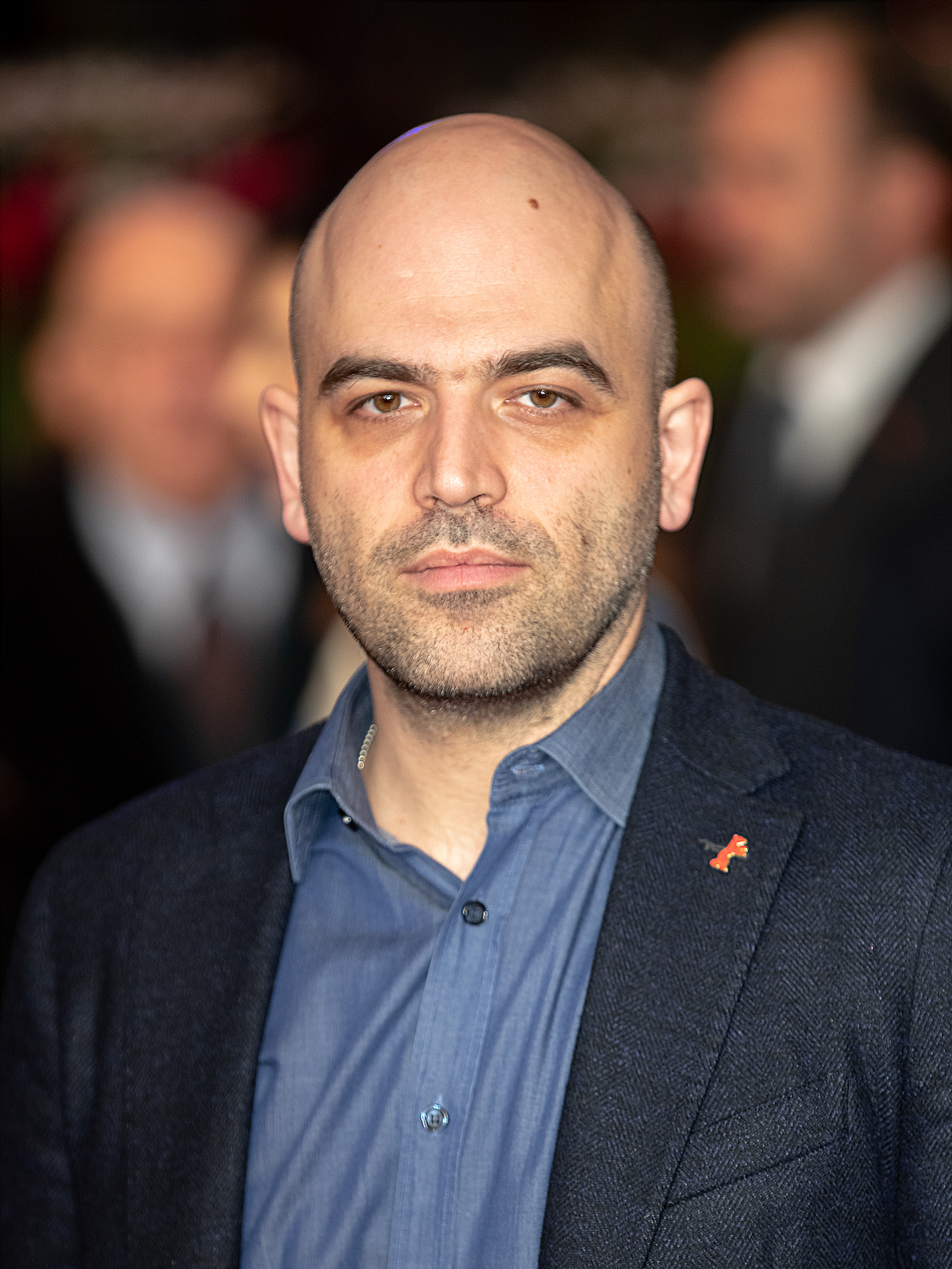
Roberto Saviano, 2019

Roberto Saviano (* 22. September 1979 in Neapel) ist ein italienischer Schriftsteller und Journalist. In seinem literarischen Werk und in seinen Reportagen beschäftigt er sich mit dem Phänomen der organisierten Wirtschaftskriminalität. Saviano ist Mitglied des Osservatorio sulla Camorra e l’Illegalità; er arbeitet für die Zeitschrift L’Espresso und die Tageszeitungen Il Manifesto und Corriere della Sera. Er lebt seit der Veröffentlichung seines Werkes Gomorrha, in dem er die Struktur und die Machenschaften der Camorra enthüllt und das ihn bekannt machte, im Verborgenen und unter Polizeischutz.

## Leben
Roberto Saviano ist der Sohn eines katholischen Arztes und einer jüdischen Lehrerin. Als sein Vater in den 1980er Jahren ein Opfer der Camorra gegen deren Willen ärztlich versorgte, wurde er zur Warnung zusammengeschlagen. Saviano studierte Philosophie an der Universität Neapel Federico II. Das Studium schloss er mit einem Diplom ab.
Im Jahr 2006 veröffentlichte Saviano die dokumentarische Studie Gomorrha (Titel der italienischen Originalausgabe: Gomorra – Viaggio nell’impero economico e nel sogno di dominio della camorra). Der Titel spielt auf die sündhafte Stadt Gomorrha der Bibel und auf die wirtschaftskriminellen Clans der Camorra in Neapel an. Gomorrha ist eine Mischform zwischen Roman und journalistischer Reportage und beschreibt detailliert die Praktiken des organisierten Verbrechens und dessen Vernetzung mit legalen Wirtschaftsstrukturen und mit der Politik. Saviano beschäftigt sich insbesondere mit der Camorra-Hochburg Casal di Principe, einer Kleinstadt ca. 20 km nördlich von Neapel, die von dem Clan der Casalesi wirtschaftlich kontrolliert wird. Er hatte für seine Recherchen jahrelang verdeckt gearbeitet, unter anderem als Hafenarbeiter.
Das Buch machte seinen Autor berühmt und brachte ihm mehrere Auszeichnungen ein, unter anderem den Premio Viareggio, den prestigeträchtigsten Literaturpreis Italiens. Es wurde in mehr als 50 Sprachen übersetzt, weltweit wurden mehr als zehn Millionen Exemplare verkauft. Im deutschsprachigen Raum erschien das Buch unter dem Titel Gomorrha. Reise in das Reich der Camorra. Nach dem Buch entstand 2008 der Spielfilm Gomorrha von Regisseur Matteo Garrone und 2014 die Fernsehserie Gomorrha.
In seinem 2009 erschienenen Buch Das Gegenteil von Tod beschreibt er in Reportagen die Ausweglosigkeit junger Männer im Süden Italiens. Um der Kriminalität entgehen zu können, sei der Dienst bei der Polizei oder beim Militär oft die einzige Möglichkeit für sie. Viele „Freiwillige“ kehrten aus den Kampfgebieten im Kosovo, in Afghanistan oder Somalia nicht mehr lebend zurück.
Der neapolitanische Fußballspieler Marco Borriello bezichtigte Saviano im Jahr 2010, er setze das Ansehen ihrer gemeinsamen Heimatstadt herab. Zuvor hatte Saviano die Verwicklung des ermordeten Vaters von Borriello in unsaubere Geschäfte aufgedeckt. Nach einer Intervention Silvio Berlusconis zog Borriello seinen Vorwurf wieder zurück.
Beim Sanremo-Festival 2022 trat Saviano mit einem Monolog über Falcone e Borsellino auf und würdigte in seinem Beitrag auch Rita Atria.

### Folgen vonGomorrha
Nach der Veröffentlichung von Gomorrha und seines Engagements gegen die organisierte Wirtschaftskriminalität erhielt Saviano Morddrohungen. Einige Monate nach Erscheinen des Buches nannte er öffentlich Namen von untergetauchten Anführern der Camorra. Bei einer Anti-Mafia-Veranstaltung in Casal di Principe rief er ins Publikum: „Michele Zagaria, Antonio Iovine, Francesco Schiavone – eure Macht gründet nur auf Angst!“ Danach verschärften sich die Drohungen gegen ihn. Anfang Oktober 2006 appellierte der Schriftsteller Umberto Eco in den Hauptnachrichten des italienischen Fernsehens für seinen Schutz und sorgte damit in Italien für beträchtliches Aufsehen. Saviano erhält seit dem 13. Oktober 2006 vom Innenministerium Personenschutz und lebt seitdem versteckt an wechselnden Orten, die er etwa alle zwei Tage verlassen muss. Er hält nur noch den Kontakt zu seiner Familie aufrecht.
Im Oktober 2008 informierte ein Kronzeuge die italienische Polizei darüber, dass der Camorra-Clan der Casalesi plane, Saviano bis Weihnachten 2008 in seinem Wagen auf der Autobahn zwischen Rom und Neapel mit einer Fernzündung in die Luft zu sprengen. Saviano ist sich mittlerweile unsicher, ob er seinen Roman noch einmal verfassen würde: „Jeden Morgen frage ich mich, warum ich das gemacht habe, und finde keine Antwort, weiß nicht, ob es das wert war.“ Zwar sei es als Schriftsteller den Verlust der Freiheit wert gewesen, er habe anderen ein Vorbild sein können, ebenfalls gegen die Camorra zu protestieren, jedoch habe er auch das Leben seiner Bekannten und Familie in größtem Maße beeinflusst. Ebenfalls im Oktober 2008 äußerte er in einem Interview die Vermutung, dass die Camorra nun mit einem Anschlag abwarte, bis seine Popularität nachlasse. Ein normales Leben in der Öffentlichkeit ist ihm nicht mehr möglich. Fluglinien weigern sich, ihn zu befördern, Hotels und Restaurants lassen vor seinem Besuch erst ihre Räume auf Bomben hin durchsuchen. Savianos Äußerungen der Frustration riefen viele unterschiedliche Solidaritätsbekundungen in der italienischen Öffentlichkeit hervor. In der Tageszeitung La Repubblica kündigte er an, sich der aktuellen Bedrohung durch einen Weggang ins Ausland zu entziehen.
Am 20. Oktober 2008 richteten sechs Nobelpreisträger (Günter Grass, Dario Fo, Michail Gorbatschow, Orhan Pamuk, Rita Levi-Montalcini und Desmond Tutu) einen öffentlichen Appell in La Repubblica an den Staat, Saviano besser zu beschützen. Weitere Schriftsteller von internationalem Rang schlossen sich dem Appell an. Erst dieser Aufruf brachte Bewegung in die bis dahin politisch neutrale Einstellung des Nobelpreiskomitees. Nach der zuvor abgelehnten Initiative von Jury-Mitglied Kerstin Ekman einigte sich das Nobelpreiskomitee nach langer interner Debatte darauf, Salman Rushdie und Saviano zu einer Diskussion zum Thema „Das freie Wort und die gesetzlose Gewalt“ nach Stockholm am 25. November 2008 einzuladen. Diese Einladung bedeutet eine Abkehr der Schwedischen Akademie von ihrer bislang formalen politischen Neutralität. Trotz der zunehmenden Anzahl an Solidaritätserklärungen hielt Saviano an seiner Absicht fest, Italien zu verlassen.
Die südafrikanische Sängerin und Bürgerrechtlerin Miriam Makeba widmete Roberto Saviano ihr Konzert am 9. November 2008 in der Mafia-Hochburg Castel Volturno. Auch bei diesem Anti-Mafia-Konzert verlangte die Camorra ein „Schutzgeld“. Makeba starb unmittelbar nach dem Konzert an einem Herzinfarkt.
Roberto Saviano, der seit dem Erscheinen des Tatsachenromans unter Polizeischutz lebt und sich wie auch seine Familie versteckt, äußerte im Mai 2013 in der Welt am Sonntag: „Ich habe in den Abgrund geschaut … bin so vielen bizarren Personen begegnet, habe unglaubliche Geschichten gehört. Irgendwann habe ich angefangen, selbst wie ein Mafioso zu denken, allem und jedem zu misstrauen. Dieses Buch hat mein Leben zerstört. Es ist wichtig zu berichten, keine Angst zu zeigen, sich nicht zum Schweigen bringen zu lassen. Aber genau so wichtig ist es, seine Straße zum Glück zu verteidigen.“
Im April 2016, zehn Jahre nach Erscheinen der italienischen Originalausgabe, beschreibt Saviano sein schwieriges Leben unter Polizeischutz ausführlich in einem Vorwort zur Taschenbuchausgabe von Gomorrha. Er schließt mit den Worten: „In diesen zehn Jahren ... habe ich jede Naivität verloren und jeden Glauben an eine gesellschaftliche Veränderung, aber ich hege immer noch eine fast dogmatische Hoffnung: die Hoffnung, dass das Erzählen einer Geschichte retten kann, was der Mensch noch an Menschlichem in sich trägt.“
2018 drohte der damalige Innenminister Italiens, Matteo Salvini, ihm den Polizeischutz zu entziehen, nachdem Saviano Salvini kritisiert hatte. Saviano warf Salvini eine enge Nähe zur Mafia ’Ndrangheta vor.
In einem im Jahr 2025 geführten Interview berichtet Saviano, dass er trotz Medikamenten ständig unter Panikattacken leide und dass aufgrund der Einschränkungen, die sein Leben dominieren, Liebesbeziehungen nicht funktionierten. Er habe sich seit 20 Jahren, von einzelnen Ausnahmen abgesehen, nicht mehr in der Öffentlichkeit blicken lassen können.

### Recherchen zur Camorra
Saviano kann trotz seiner isolierten Lage immer noch recherchieren, ebenso tragen ihm auch neue Informanten ihre Erkenntnisse zu. Zu den wichtigsten Behauptungen zählen unter anderem:
- Die deutsche Hafenstadt Rostock spiele 2008 eine Schlüsselrolle im internationalen Kokainhandel. Die Camorra baue für den Kokainschmuggel speziell konstruierte Schiffe mit doppelten Wänden. Das Kokain sei nur über eine komplette Schiffsdemontage zugänglich, doch die enorme Gewinnspanne beim Kokainhandel erlaube den Verlust eines ganzen Handelsschiffes.[23]
- In vielen deutschen Großstädten (Stuttgart, Leipzig, München, Frankfurt) hätten alle Clans der Camorra ihre Vertretungen. Vor allem in der ehemaligen DDR seien bestimmte Wirtschaftsbereiche wie Tourismus, Bauindustrie, Transportwesen und Textilindustrie unterwandert.[24]
- Der deutsche Geheimdienst (vermutlich: BfV) soll ebenfalls schon von Camorra-Informanten infiltriert sein.[23]
- Saviano sieht die Unternehmen an der Costa del Sol mittlerweile weitgehend unter der Kontrolle der Camorristi. Dort werde neben dem Rauschgifthandel (Kokain) vor allem Geldwäsche über das Baugewerbe betrieben. Saviano sagte im Jahr 2006, der Clan der Casalesi habe viel an der Costa del Sol und in Andalusien investiert, „wo verschiedene Hotels und Ferienorte mit dem Geld und Zement der Camorra erbaut“ worden seien.[25] Die Camorristi nennen die Costa del Sol bereits Costa nostra („unsere Küste“, in Anspielung auf die Cosa Nostra, die Eigenbezeichnung der sizilianischen Mafia). Saviano führt die Ignoranz spanischer Politiker gegenüber der Camorra auf „eine stillschweigende Übereinkunft, nach der die Kriminellen aus Neapel ihre Geschäfte machen dürfen, solange sie keine militärischen Aktionen provozieren“ zurück.[26][27][28]

### Fernsehen und Kino

Sendung Vieni via con me von Saviano auf Rai 3

Im November 2010 moderierte Roberto Saviano zusammen mit Fabio Fazio auf Rai 3 die vierteilige Sendung Vieni via con me (deutsch: „Komm weg mit mir“). Die Sendung, in der zahlreiche Persönlichkeiten zu verschiedenen, teils auch kontroversen Themen eine Liste vorlasen, erwies sich als großer Publikumserfolg. Roberto Saviano seinerseits thematisierte in Vorträgen neben dem organisierten Verbrechen auch die sozialen Ungleichgewichte sowie verschiedene aktuelle Themen wie die wieder aufgekommene Müllkrise in der Region Kampanien. Die dritte Sendung vom 23. November 2010 erreichte, nicht zuletzt wegen der von Roberto Saviano vorgetragenen Verstrickungen zwischen dem organisierten Verbrechen aus dem Süden und Norditaliens Wirtschaft, eine durchschnittliche Zuschauerzahl von 9,7 Millionen, mit einer Spitze von 11,4 Millionen Zuschauern und einer Einschaltquote von über 43 Prozent. Vieni via con me erzielte damit die höchste je auf Rai 3 erzielte Einschaltquote seit deren Erhebung.
Am 22. August 2019 startete in den deutschen Kinos der synchronisierte italienische Spielfilm Paranza – Der Clan der Kinder von Regisseur Claudio Giovannesi. Das Krimidrama basiert auf dem Roman La paranza dei bambini aus 2016.

## Veröffentlichungen

### Bücher
- Gomorra: Viaggio nell’impero economico e nel sogno di dominio della camorra. Mondadori, Mailand 2006, ISBN 88-04-55450-9 (Besprechung (Memento vom 1. Januar 2008 im Internet Archive) des MDR).
  - Gomorrha. Reise in das Reich der Camorra. Carl Hanser Verlag, München 2007, ISBN 978-3-446-20949-7. Übersetzt von Friederike Hausmann und Rita Seuß.
- Il contrario della morte. Corriere della Sera, Mailand 2007.
  - Das Gegenteil von Tod. Übersetzt von Friederike Hausmann und Rita Seuß. Hanser, München 2009, ISBN 978-3-446-23335-5. als Hörbuch gelesen von Heikko Deutschmann, Hörbuch Hamburg 2009, ISBN 978-3-89903-670-1.
- La bellezza e l’inferno. Scritti 2004–2009. Mondadori, Mailand 2009, ISBN 978-88-04-59413-0.
  - Die Schönheit und die Hölle – Texte 2004–2009. Übersetzt von Friederike Hausmann und Rita Seuß. Suhrkamp, Berlin 2010, ISBN 978-3-518-42202-1.
- Vieni via con me. Feltrinelli, Mailand 2011, ISBN 978-88-07-49110-8.
  - Der Kampf geht weiter: Widerstand gegen Mafia und Korruption. Übersetzt von Friederike Hausmann und Rita Seuß. Carl Hanser Verlag, München 2012, ISBN 978-3-446-23881-7.
- ZeroZeroZero. Feltrinelli, Mailand 2013, ISBN 978-88-07-03053-6.[33]
  - Zero Zero Zero. Wie Kokain die Welt beherrscht. Übersetzt von Rita Seuß und Walter Kögler. Carl Hanser Verlag, München 2014. ISBN 978-3-446-24497-9. Als Hörbuch gelesen von Frank Röth, Hörbuch Hamburg 2014, ISBN 978-3-89903-734-0.
- La paranza dei bambini. Feltrinelli, 2016, ISBN 978-88-07-03207-3
  - Der Clan der Kinder. Übersetzt von Annette Kopetzki. Carl Hanser Verlag, 2018, ISBN 978-3-446-25821-1.
- Erklär mir Italien! Wie kann man ein Land lieben, das einen zur Verzweiflung treibt? (mit Giovanni di Lorenzo), Kiepenheuer & Witsch, 2017, ISBN 978-3-462-04971-8.
- Bacio feroce.
  - Die Lebenshungrigen. Übersetzt von Annette Kopetzki. Carl Hanser Verlag, München 2019, 480 S., ISBN 978-3-446-26467-0.[34]
- Gridalo. Bompiani, Mailand 2020, ISBN 978-88-301-0091-6.
  - Aufschrei. 30 Anstöße für eine mutigere Welt. Übersetzt von Annette Kopetzki. Carl Hanser Verlag, München 2022.
- Falcone. Aus dem Italienischen von Annette Kopetzki. Hanser-Verlag München 2024, ISBN 978-3-446-27950-6,  542 S.,[35]
- Noi due ci apparteniamo. Sesso, amore, violenza, tradimento nella vita dei boss, Fuoriscena, 2024, ISBN 979-12-225-0004-1
  - Treue. Liebe, Begehren und Verrat – die Frauen in der Mafia. Übersetzt von Anna Leube und Wolf Heinrich Leube, Carl Hanser Verlag, 2025, ISBN 978-3-446-28305-3

### Artikel und Reden
- Erdbeben in Italien. Goldgrube für die Mafia Frankfurter Rundschau, 17. April 2009, über das Erdbeben von L’Aquila 2009
- Dankesrede für den Geschwister-Scholl-Preis. Übersetzung von der Zeit, 23. November 2009.
- Offener Brief an Silvio Berlusconi. Antwort auf dessen Vorwurf, Werbung für die Mafia zu machen. Übersetzung von Die Zeit, 26. April 2010.
- Sprich über die Verbrechen. Ein Brief an den italienischen Mafioso Sandokan. In: Die Zeit. vom 1. Juli 2010.

## Auszeichnungen
- 2006 Premio Viareggio
- 2008 Hessischer Filmpreis – Beste internationale Literaturverfilmung für Gomorrha – Reise in das Reich der Camorra (Ehrung für Saviano und den Regisseur Matteo Garrone)[36]
- 2008 Europäischer Filmpreis für das beste Drehbuch
- 2009 Geschwister-Scholl-Preis für sein Buch Das Gegenteil von Tod
- 2009 Preis für die Freiheit und Zukunft der Medien (Leipziger Medienpreis)
- 2009 Prix Martinetto (Turin)
- 2011 Olof-Palme-Preis[37]
- 2011 Pinter International Writers of Courage Award
- 2016 M100 Media Award („Preis der europäischen Presse“)[38]

## Sonstiges
Nachdem Saviano 2007 geäußert hatte, gerne einmal Rapper zu sein, um sein seltsames Leben unter Polizeischutz zu vertonen, veröffentlichte der neapolitanische Rapper Lucariello unter Mithilfe des Autors das Lied Cappotto di Legno. Der Titel – zu deutsch: „Mantel aus Holz“ – ist ein schönrednerisches Wort der Camorra für „Sarg“. Begleitet von Streichermusik des Komponisten Ezio Bosso, beschreibt das Lied die (fiktive) Ermordung Savianos aus Sicht eines Camorrista, der in neapolitanischem Dialekt singt. Saviano steuerte dazu Hintergrundinformationen und den Liedtitel bei.
Das Schlusswort seines dokumentarischen Romans Gomorra „Ihr verfluchten Dreckskerle, ich lebe noch!“ spielt auf das Schlusswort von Henri Charrières Romanverfilmung Papillon an, einem unschuldig verurteilten Häftling, dem schließlich doch noch die Flucht gelingt.